# Caldor Fire
De Caldor Fire was een grote natuurbrand in de Amerikaanse staat Californië van augustus tot oktober 2021. Ze brandde in het Eldorado National Forest en andere delen van de Sierra Nevada in de county's El Dorado, Amador en Alpine. Bijna 90.000 hectare brandde af en duizend bouwwerken werden vernield, voornamelijk in Grizzly Flats. De brandweer beheerste de natuurbrand volledig op 21 oktober 2021. De Caldor Fire was de derde grootste natuurbrand van Californië in 2021 en de 15e grootste in de geschiedenis van de staat. Het was de tweede natuurbrand die de kam van de Sierra Nevada overstak, na de Dixie Fire eerder hetzelfde seizoen. De oorzaak van de Caldor Fire wordt nog bestudeerd.